# Greenfield (Missouri)
Greenfield é uma cidade localizada no estado americano de Missouri, no Condado de Dade.

## Demografia
Segundo o censo americano de 2000, a sua população era de 1358 habitantes.
Em 2006, foi estimada uma população de 1296, um decréscimo de 62 (-4.6%).

## Geografia
De acordo com o United States Census Bureau tem uma área de
2,8 km², dos quais 2,8 km² cobertos por terra e 0,0 km² cobertos por água. Greenfield localiza-se a aproximadamente 334 m acima do nível do mar.

## Localidades na vizinhança
O diagrama seguinte representa as localidades num raio de 16 km ao redor de Greenfield.